# Mutig in die neuen Zeiten: Im Reich der Reblaus
Im Reich der Reblaus ist ein österreichischer Fernsehfilm von Harald Sicheritz und der erste Teil der dreiteiligen Reihe Mutig in die neuen Zeiten, die in jeder Episode jeweils zehn Jahre österreichische Geschichte nach dem Zweiten Weltkrieg thematisiert. Der Film wurde von Kurt Mrkwickas Filmfirma MR Film im Jahr 2005 für ORF 2 in Zusammenarbeit mit Arte produziert.
Die Uraufführung war am 26. Oktober 2005 in ORF 2. Die Drehorte befanden sich im Umkreis von Wien und der Drehzeitraum umfasste Juni bis Anfang August 2005.

## Handlung
Im Film  wird anhand des miteinander verwobenen Schicksals von drei unterschiedlichen Familien (Arbeiter, Adelige und jüdische Industrielle) die Nachkriegszeit in Wien zwischen 1953 und 1955 thematisiert.
Der Mann von Elfi Redlich ist 1942 an der Ostfront verschollen. Die Schneiderin arbeitet hart, um ihre beiden Kinder durchzubringen. Inzwischen hat sie eine Partnerschaft mit dem US-Offizier Hal, der auch die Vaterrolle für die Kinder übernommen hat. Durch den in Verhandlung stehenden Staatsvertrag steht der baldige Abzug der amerikanischen Truppen bevor, und Elfi fragt sich, ob sie und ihre Kinder mit Hal gehen sollen.
Bei der Auslieferung eines Brautkleids für die Hochzeit der jungen Gräfin Valerie Ulmendorff mit dem ungarischen Adeligen Ferencz Tamasy trifft sie auf Valeries Onkel, den Maschinenfabrikanten Johann Ulmendorff, sowie dessen Mitarbeiter Otto Hasak. Kurze Zeit später wird Ulmendorff im sowjetischen Sektor verhaftet. Da Elfi kurz zuvor ein vertrauliches Gespräch Hasaks mit einem russischen Offizier beobachtet hat, hält sie diesen für einen Denunzianten.
Nach der Verhaftung Ulmendorffs übernimmt Hasak die Leitung der Fabrik. Da kehrt überraschend der eigentliche Eigentümer, der Jude Paul Berkowitz mit seiner Frau aus Israel nach Wien zurück. Ulmendorff hatte die Maschinenfabrik nur für die Kriegszeit übernommen, um sie anschließend zurückzugeben. Dafür waren auch bereits Vorkehrungen getroffen. Es stellt sich heraus, dass Hasak mit einer russisch-österreichischen Schmugglermafia zusammengearbeitet hat. Da er seine Abmachungen nicht einhalten kann, gerät er in lebensbedrohliche Schwierigkeiten. Aber auch die Firma hat Schwierigkeiten. Durch eine stalinistische Säuberungswelle wurden wichtige Kontaktpersonen in Russland beseitigt, wodurch ein großes Geschäft mit deutschen Handelspartnern zu platzen droht.
Der Film zeigt somit die Schwierigkeiten in den neu angebrochenen Zeiten in verschiedenen sozialen Umständen.

## Episoden von Mutig in die neuen Zeiten
- Im Reich der Reblaus (2005)
- Nur keine Wellen (2006)
- Alles anders (2008)

Im Oktober 2022 wurden die drei Filme der Reihe Mutig in die neuen Zeiten im Rahmen der Edition österreichischer Film von Hoanzl und dem Standard auf DVD veröffentlicht.

## Belege
1. ↑  ORF Wien, Mutig in die neuen Zeiten
2. ↑  #370: Mutig in die neuen Zeiten (Harald Sicheritz). In: hoanzl.at. Abgerufen am 9. Oktober 2022.